# Витошка грамота
Витошката грамота е дарствен хрисовул, издаден от цар Иван Шишман на Драгалевския манастир „Света Богородица Витошка“ между 1371 и 1382 г. Грамотата се съхранява в Зографския манастир в Атон. Написана е с бързопис на пергаментен лист с размери 38x27.5 см. Едрият и завързан подпис на царя е изписан с киновар. Този документ съдържа важна информация за данъчната система, административния апарат и статута на зависимите селяни във Второто българско царство през 14 век.

## Текст на грамотата

### Оригинал
🕂 Блг҃оиꙁволи црⷭ҇во ми дарꙋвати бл҃гоѡбраꙁны и въсенастоѫщии съи ХРИСОВꙊⷧ҇ црⷭ҇ва ми манастирю прѣчистои бг҃омт҃ри иже еⷭ҇ въ Витоши, иже съꙁда и сътвор(и) и украси родителъ црⷭ҇ва ми ст҃опочившии цр҃ъ Iѡ҃анъ Алекѯанⷣръ. И такоꙁи црⷭ҇во ми ѡ̑свобажⷣатъ тъи манастиръ црⷭ҇ва ми съ въсѣмъ достоаниемъ и прилежаниемъ того монастирѣ: да не смѣетъ метехати наⷣ тѣмъ манастиремъ ни кефалие Срѣдешъское наⷣ стасиѧ манастиръцкѫ и наⷣ люⷣми село Новачаны, иже сѧ находѧтъ въ градѣ црⷭ҇ва ми Софи, наⷣ тѣми люⷣми да не метехат ни кефалие Срѣдешъское, то ни мꙋ прахторе, ни кастрофилаци, ни мꙋ десѧтници, ни примикюре же, ни алагаторе, потомъ ни перъпираке црⷭ҇ва ми, ни житаре, ни винаре, ни десѧткаре пчелни и свини и ѡвци, то ни апоⷣхаторе, ни комиси, ни страторе, ни граⷣре, ни вараре, ни поⷣвода, ни паⷣалище, ни крагꙋаре же, ни песиꙗци, ни сѣнаре, ни фꙋнъ, ни глобы то ни да иматъ ѡбласти ст҃аа Софиꙗ наⷣ люⷣми прѣчистѫ бг҃омт҃ре, то ни галⷣаства, ни распꙋста, то ни единныѧ ѡбласти да не смѣѧтъ ꙁабавити тѣмъ люⷣемъ прѣчистѫ бг҃омат҃ре Витошъскѫ, тъкмо въси да ѿгоними биваѧтъ ꙗвлениемъ сего ХРИСОВꙊЛА црⷭ҇ва ми, тъкмо единъ егꙋменъ прѣчистѫ бг҃омт҃ре Романъ, а инъ никто да сѧ не смѣетъ покꙋсити, то ни ꙁабавити тѣмъ люⷣемъ ни до единого власа кто ли сѧ иметъ покꙋсити их и ꙁабавити ꙗко и ѡ единомъ власѣ, да е проклѧтъ ѿ ѡц҃а и сн҃а и ст҃го дх҃а и ѿ прѣчистѫ бг҃омт҃ре и ѿ в҃і апⷭ҇т(о)лъ и ѿ тиі҃ ст҃ых и бг҃оносныⷯ ѡт҃цъ никеискиⷯ, и съ Иꙋдѫ и Ариѧ ꙋчѧстие да иматъ, и да е ѿлѫченъ тѣла и кр҃ве гаⷭ҇ и бг҃а спаⷭ҇ нашего Іс҃ Хаⷭ҇, и съ рекшими кр҃въ его на насъ и на чѧⷣѣхъ нашихъ въ вѣкы, амиⷩ҇ 🕂

### На новобългарски език
Благоволи царство ми да дарува този благообразен и всенастоящ хрисовул на царството ми на манастира на пречистата богомайка, който се намира във Витоша и който бе създаден, сътворен и украсен от родителя на Царство ми, светопочиналия цар Иван Александър. И така, Царство ми освобождава този манастир на Царство ми заедно с всички достояния и владения на този манастир, да не смее да се бърка в този манастир нито средешкият кефалия, в манастирските владения и над людете от село Новачени, които се намират в града на Царство ми София – над тези люде да не бърка нито средешкият кефалия, нито неговите практори, нито кастрофелаци, нито десетниците му, нито примикюри, нито алагатори, по-нататък нито перпираки на Царство ми, нито житари, нито винари, нито десеткари за пчели, свине или овце, нито аподохатори, нито комиси, нито стратори, нито с[е]рдари нито готвачи, нито за подвод, нито падалище, нито пък крагуяри, нито кучкари, нито сенари, нито фун, нито глоба, нито да има власт света София над людете на пречистата богомайка, нито галадства, нито разпуст, нито една власт да смее да безпокои людете на пречистата богомайка Витошка, но всички да бъдат прогонвани при показването на този хрисовул на Царство ми. Само игуменът на пречистата богомайка Роман, единствен той и никой друг да не смее да се опитва, нито да безпокои тези люде дори на косъм. Който ли се опита и им нареди колкото и на косъм, да бъде проклет от Отца и Сина и Светия дух и от пречистата богомайка, и от 12-те апостоли и 318-те свети и богоносни никейски отци и да бъде съпричастен с Юда и Ария, и да бъде отлъчен от тялото и кръвта на Господа бога спасителя наш Исус Христос, и [да бъде] с онези, които са казали:„Неговата кръв на нас и на нашите чеда на векове“, амин.†

## Издания
- Regel, W.; Kurtz, E.; Korablev, E. (eds) (1907). Actes de Zographou . – Византийский временник, Приложение къ тому XIII No. 1, Actes de l’Athos, IV,  168 – 169, http://www.vremennik.biz/sites/all/files/013_Приложение.%20Акты%20IV_0.pdf
- Ильинский, Г.А. (1911). Грамоты болгарских царей. – Древности. Труды славянской комиссии Имп. Моск. Аррхеолог. общества, 5. Москва,  с. 29, https://catalog.libfl.ru/Bookreader/Viewer?bookID=BJVVV_1365375&view_mode=HQ#page/751/mode/1up, посетен на 12 септември 2023
- Даскалова, А.; Райкова, М. (2005). Грамоти на българските царе. София, с. 47
- Pavlikianov, Cyril (2016). Authentic Medieval Slavic Documents Kept in the Bulgarian Athonite Monastery of Zographou (1342 – 1572). – Cyrillomethodianum, 21. Thessalonica,  53 – 129, архив на оригинала от 4 май 2019, https://www.academia.edu/32130018/Cyril_Pavlikianov_Authentic_Medieval_Slavic_Documents_Kept_in_the_Bulgarian_Athonite_Monastery_of_Zographou_1342-1572_Cyrillomethodianum_21_Thessalonica_2016, посетен на 4 май 2019

## Превод и обяснения
- Дуйчев, Иван (1944). Изъ старата българска книжнина, II. София, с. 183 – 185, https://archive.org/details/izstaratablgarsk02duch
- Начев, В. (1996). Български царски грамоти. София, с. 177 – 183

## Цитирана литература
- Иванов, Йордан (1970). Български старини из Македония (Фототипно издание). БАН, http://kroraina.com/NI/JI-BSM.djvu
- История на българската държава и право. Извори 680 – 1944. Албартос, 2002
- Райкова, Мария (2002). Към лексиката на Витошката грамота. – Paleobulgarica / Старобългаристка, 2/2002,  62 – 69, https://www.ceeol.com/search/article-detail?id=415921
- Тончева, Христина (2006). Христоматия по историческа лингвистика. Второ допълнено издание. Пловдив: Университетско издателство „Паисий Хилендарски“